# Interstate 10
La Interstate 10 (I-10) è la più meridionale Interstate Highway con percorso coast-to-coast negli Stati Uniti, e la quarta più lunga dopo la I-90, la I-80 e la I-40. Si estende dall'Oceano Pacifico, dalla California State Route 1 (Pacific Coast Highway) presso Santa Monica, in California, alla Interstate 95 a Jacksonville, in Florida. Collega le città di Los Angeles, Phoenix, Tucson, Las Cruces, El Paso, San Antonio, Houston, Baton Rouge, New Orleans, Gulfport, Mobile, Pensacola, Tallahassee e Jacksonville.

## Descrizione della strada

### California
Tra il suo terminale, presso Santa Monica, e l'East Los Angeles Interchange, è conosciuta come Santa Monica Freeway. La Santa Monica Freeway è anche chiamata “Rosa Parks Freeway” per il tratto che inizia dalla San Diego Freeway (Interstate 405, localmente conosciuta  “la 405”) e finisce alla Harbor Freeway (Interstate 110, localmente detta “la 110”); sono utilizzati anche altri nomi per riferirsi a questo stesso tratto di strada. Il segmento tra l'East Los Angeles Interchange e la città di San Bernardino (CA), lungo 92 km, è conosciuto come San Bernardino Freeway. Esistono altri nomi per la Interstate 10.
Ad esempio, un'insegna vicino al termine occidentale della highway (a Santa Monica) la indica come la Christopher Columbus Transcontinental Highway. È anche conosciuta, ma in maniera minore, come “Veterans Memorial Highway”, ed è catalogata tra le  Blue Star Memorial Highways.
Un tratto a Palm Springs è indicato come la Sonny Bono Memorial Freeway, un omaggio al defunto artista che ha preso servizio sia come sindaco che come membro della Camera dei Rappresentanti degli Stati Uniti. Un secondo tratto poco più a est, a Indio, è indicata come la Doctor June McCarrol Memorial Freeway. Infermiera alla Southern Pacific Railroad nel 1924, la dottoressa McCarroll era allarmata per il numero di morti per gli incidenti stradali in un tratto vicino alla U.S. Route 99, ora conosciuta come State Route 86. È stata onorata per aver fatto dipingere una striscia bianca al centro della Route 99, vicino a Coachella, in modo da separare i due sensi di marcia.

### Arizona
In Arizona, la highway è definita come la Attack on Pearl Harbor Memorial Highway. Il tratto che attraversa Phoenix è chiamato Papago Freeway e costituisce una parte fondamentale del locale sistema autrostradale. Questa designazione inizia dalla Arizona State Route 101, vicino alla 99th Avenue - nel quale termina attualmente - e continua in direzione est, verso l'interscambio sudorientale del centro, dove si trova anche il terminale della Interstate 17.
Dal terminale meridionale della I-17 all'incrocio con la Arizona State Route 202, la highway è chiamata "Maricopa Freeway". Dalla AZ State Route 202 al termine orientale I-8, precisamente a sud-est di Casa Grande, la strada è chiamata "Pearl Harbor Memorial Highway". Le cartine del Dipartimento dei trasporti dell'Arizona (ADOT) la mostrano come la Maricopa Freeway, mentre la American Automobile Association e altri enti la definiscono Pima Freeway. Quest'ultimo è utilizzato in un tratto della Arizona State Route 101, dalla U.S. 60 alla I-17.
A Tucson la I-10 è chiamata Casa Grande Highway dal margine occidentale della città al termine orientale della Business Loop 10, dove cambia il nome in Tucson-Benson Highway, lo stesso di quest'ultima strada.
A Tucson, tra il miglio 259 e il 260 ci sono le rampe di interscambio che connettono la I-10 con il termine settentrionale della I-19, che conduce, dopo 100 km, al suo terminale meridionale al confine tra Stati Uniti e Messico, presso Nogales. Da notare che le distanze sulla I-19 sono misurate in unità metriche.
Sempre a Tucson, tutte le uscite tra Prince Road e la 22nd Street sono state chiuse da giugno 2007 e saranno riaperte in primavera 2010 per permettere i lavori di ampliamento della I-10 da sei ad otto corsie e la costruzione di sette ponti ed altrettanti sottopassaggi  Archiviato l'8 maggio 2009 in Internet Archive.. I progetti prevedono anche l'ampliamento da 4 a 6 corsie da Marana all'interscambio con la I-8 presso Casa Grande, cominciato nella seconda metà del 2007.

## Storia

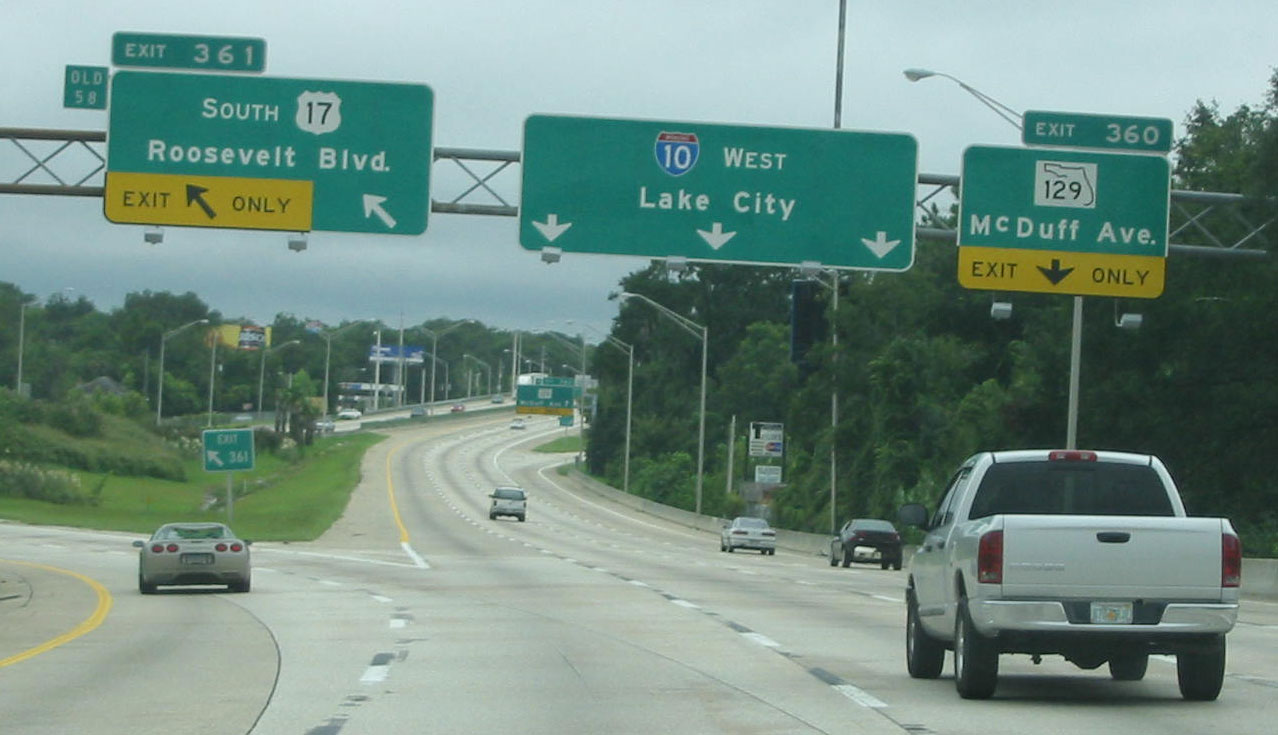
La I 10 all'altezza di Jacksonville, in Florida

Nel settembre 2004, la mareggiata provocata dall'Uragano Ivan danneggiò parte della I-10 sulla Escambia Bay, vicino a Pensacola (FL). Alle corsie in direzione ovest scomparvero soltanto un paio di sezioni, mentre le corsie dirette ad est furono spazzate via quasi completamente per circa 400 m.
Nel successivo Uragano Katrina, il I-10 Twin Span Bridge, una porzione di I-10 tra New Orleans e Slidell (LA), fu gravemente danneggiato, causando una rottura nella I-10 proprio in quel punto. Diversamente dal ponte sulla Escambia Bay, che è un'arteria principale, la Interstate 12 è utilizzabile per aggirare New Orleans e, prendendo la I-12 dal ponte sul Lago Ponchartrain era possibile entrare e uscire dall'area metropolitana di New Orleans da est. Tutte le quattro corsie furono riaperte al traffico il 6 gennaio 2006, dopo che era stato ripristinato il manto stradale utilizzando delle travature metalliche e dei pannelli stradali temporanei per sostituire le sezioni danneggiate. Attualmente il limite di velocità è fissato a 70 km/h sulle corsie dirette ad ovest ed a 100 km/h su quelle in direzione est; inoltre il traffico è interdetto ai veicoli troppo grandi e pesanti fino alla costruzione di un nuovo ponte permanente a sei corsie al posto di quello temporaneo. La costruzione è in corso e l'apertura delle corsie in direzione ovest è prevista per il 2009 e quelle in direzione est per il 2011.